# Germania Orientale (regione)
Sono state antiche province della porzione orientale della Germania storica:
- la Slesia,
- la Prussia orientale,
- la Pomerania centro-orientale (quella occidentale è ancora in Germania),
- la Posnania,
- il distretto di Memel,
- parti orientali del Brandeburgo e della Sassonia.

## Territori tedeschi orientali ceduti nel 1919/1920
Tali territori cessarono di essere parte della Germania tra le due guerre mondiali. Infatti il trattato di Versailles tolse al Reich sconfitto la Posnania ed il "corridoio di Danzica" per cederli alla Polonia, il distretto di Memel per cederlo alla Lituania, la città di Danzica per renderla "città libera", mentre la porzione meridionale della Prussia Orientale (Casciubia) e l'Alta Slesia furono sottoposte a plebiscito. La Casciubia ed il settore occidentale dell'Alta Slesia optarono per la Germania, mentre solo la porzione orientale dell'Alta Slesia per la Polonia.

## Territori tedeschi orientali ceduti nel 1945
Al termine della seconda guerra mondiale, il posizionarsi del nuovo confine sulla linea Oder-Neisse privò la Germania della Prussia Occidentale ed orientale, della Pomerania centro-orientale e della Slesia, nonché della porzione di Brandeburgo al di là del fiume Oder e di Sassonia al di là del Neisse. Inizialmente questi territori furono incorporati solo de facto dall'Unione Sovietica (parte nord della Prussia Orientale) e dalla Polonia (tutti gli altri territori), ma poi i trattati di pace tra questi due Paesi e la Repubblica Democratica Tedesca sancirono anche de jure la situazione.